# Człowiek do specjalnych poruczeń
Człowiek do specjalnych poruczeń (węg. Megfelelő ember kényes feladatra) – węgierski dramat filmowy z 1984 roku w reżyserii Jánosa Kovácsi, nakręcony na podstawie powieści Juhy Vakkuriego.

## Opis fabuły
W fikcyjnym kraju przed laty wskutek niepokojów społecznych i gospodarczych doszło do rewolucji. Po rewolucji władzę w kraju objął człowiek nazywany Wodzem, który jednak nagle zmarł. Film opowiada historię młodego urzędnika ministerialnego, który w trakcie rewolucji był dzieckiem. Urzędnik zostaje wyznaczony na przewodniczącego komisji konkursu historycznego, na który należało nadsyłać prace związane z upamiętnieniem Wodza. Od tej pory młody człowiek wchodzi w kontakt z tajnym stowarzyszeniem, dzięki któremu odkrywa, że Wódz żyje i jest więziony. Urzędnik powoli rozumie techniki intrygi politycznej i stopniowo zaczyna dostosowywać się do sytuacji. Nagle na scenę wkracza Wódz i przejmuje władzę, a w jego bezpośrednim otoczeniu znajduje się młody człowiek.

## Obsada
- Bogusław Linda – młody urzędnik
- Esko Salminen(inne języki) – szef policji
- Anna Fehér(inne języki) – młoda kobieta
- Ferenc Zenthe(inne języki) – Wódz
- Beata Tyszkiewicz – dama w kapeluszu
- Vilmos Kun(inne języki) – profesor
- Frigyes Hollósi(inne języki) – detektyw
- Ottó Szabó(inne języki) – rzecznik
- István Bozóky(inne języki) – minister
- Ádám Rajhona(inne języki) – sekretarz komisji konkursowej
- Enikő Eszenyi(inne języki) – pielęgniarka
- Ottilia Borbáth(inne języki) – sekretarz policji
- Eszter Szakács(inne języki) – sekretarka
- Sándor Halmágyi(inne języki) – szef archiwów
- Sándor Eszes – strażnik
- Ottó Stettner – strażnik